# Porsche Club Racing
Porsche Club Racing (voorheen ADCPR) is een vereniging van liefhebbers van Porsche-racewagens, die een amateurtoerwagenkampioenschap organiseert. ADCPR stond voor All Dutch Porsche ClubRacing. De naam werd veranderd in Porsche Club Racing door de toename van het aantal Duitse en Belgische coureurs. Het kampioenschap en de vereniging zijn opgericht in 1999 en samengesteld uit de twee grote Nederlandse Porsche Clubs. Buitenlandse licentiehouders zijn welkom. De PCR racet vooral op Circuit Park Zandvoort, Circuit Zolder en TT-Circuit Assen, maar ook Spa-Francorchamps, Hockenheim, Nürburgring en Oschersleben staan geregeld op de racekalender.

## Klassen
Om deel te nemen aan races moet een coureur een F.I.A.-racelicentie hebben en lid zijn van de vereniging PCR om opgenomen te worden in de klasseringen. Er zijn aparte klassementen voor reguliere, rookie- en damesdeelnemers, naast het algemeen klassement.

### PCR 944 Cup
In deze beginklasse wordt met de Porsche 944 gereden. Deze klasse is in 2004 ontstaan uit de Porsche 944 FunCup, een klasse welke in de jaren daarvoor deelnam aan de Unigarant Endurance Series tijdens de DNRT Zomeravondcompetitie. In tegenstelling tot de langeafstandsraces van de Endurance Series, rijdt de 944 Cupklasse zogenaamde sprintwedstrijden van gemiddeld tussen de 20 en 30 minuten tijdsduur.

### Boxster Cup
In deze klasse wordt gereden met de Porsche Boxster.

### PCR GT Cup
In de GT Cup rijden de Porsches niet sneller dan 1.59 min per ronde op Circuit Park Zandvoort. Toegelaten zijn alle race-Porsches, uitgezonderd de Porsches die in aanmerking komen voor de Porsche 944 Cup. Auto's mogen gemodificeerd worden.

### PCR RS klasse
De PCR RS is de snelste klasse van de PCR.  Toegelaten zijn alle race-Porsches, uitgezonderd die in aanmerking komen voor de GT Cup of Porsche 944 Cup.